# .dk
.dk jest domeną internetową przypisaną dla stron internetowych z Danii. Na dzień 28 lutego 2021 liczba zarejestrowanych domen wynosiła 1 346 755. Dozwolone jest także zarejestrowanie nazw domen, w których znajdują się następujące znaki: æ, ø, å, ö, ä, ü i é.